# Parc Natural de la Serra d'Andújar
El Parc Natural de la Serra d'Andújar (Parque Natural Sierra de Andújar) es troba a la nord-est de la província de Jaén Té la forma d'un triangle equilàter gairebé perfecte.Es va fundar l'any 1989 i ocupa 73.976 hectàrees (739,76 km²). Es un espai Natura 2000, Zona d'especial protecció per a les aus (ZEPA) i també Zona d'Especial Conservació.
A més de l'interés de la seva natura, hostatja el Santuari de la Mare de Déu de la Cabeza (Santuario de la Virgen de la Cabeza) que es troba al Cerro del Cabezo; a la seva romeria, el mes d'abril, hi assisteixen milers de persones de tot Espanya.
El riu Jándula, pertanyent a la conca del riu Guadalquivir, travessa aquest parc Natural, que esdevé una de les principals reserves del linx ibèric en perill extrem d'extinció.